# Linha Meitetsu Tsushima
A Linha Tsushima (津島線, Tsushima-sen) é uma linha ferroviária operada pela companhia férrea Meitetsu (名鉄) e liga a estação Sukaguchi em Kiyosu  a Estação Tsushima em Tsushima, ambas na província de Aichi.

## Estações
| Nome               | Distância (km) | Local (普通) | Expresso (急行) | Expresso Rápido (快速急行) | Expresso Limitado (特急) | Baldeação                        | Localização | Localização | Localização |
| ------------------ | -------------- | ------------ | --------------- | -------------------------- | ------------------------ | -------------------------------- | ----------- | ----------- | ----------- |
| Sukaguchi (須ヶ口) | 0.0            | ●            | ●               | ●                          | ●                        | Meitetsu: Linha Principal Nagoya | Aichi       | Kiyosu      |             |
| Jimokuji (甚目寺)  | 2.0            | ●            | ●               | ●                          | ●                        |                                  | Aichi       | Ama         |             |
| Shippō (七宝)      | 3.7            | ●            | ｜              | ｜                         | ｜                       |                                  | Aichi       | Ama         |             |
| Kida (木田)        | 5.4            | ●            | ●               | ●                          | ●                        |                                  | Aichi       | Ama         |             |
| Aotsuka (青塚)     | 7.3            | ●            | ｜              | ｜                         | ｜                       |                                  | Aichi       | Tsushima    |             |
| Shobata (勝幡)     | 9.0            | ●            | ●               | ●                          | ●                        |                                  | Aichi       | Aisai       |             |
| Fujinami (藤浪)    | 10.2           | ●            | ｜              | ｜                         | ｜                       |                                  | Aichi       | Aisai       |             |
| Tsushima (津島)    | 11.8           | ●            | ●               | ●                          | ●                        | Meitetsu: Linha Bisai            | Aichi       | Tsushima    |             |